# フョードル・ヴァシリエヴィチ (ヤロスラヴリ公)
フョードル・ヴァシリエヴィチ（ロシア語: Фёдор Васильевич、? - 1434年?）は歴代ヤロスラヴリ公のうちの一人である。在位：1426年 - 1434年?。
フョードルはヤロスラヴリ公ヴァシリーの子であり、兄イヴァン(ru)の死後ヤロスラヴリ公位を継いだ。その治世中に聖カメンヌィー修道院(ru)からバスカチの領有権を奪い取っている。また、その代替地として、1440年代にクベナ川(ru)沿いの土地が修道院に与えられた。アレクサンドル(ru)という息子があり、フョードル死後はアレクサンドルがヤロスラヴリ公位を継いだ。